# BMW R 12 (2024)

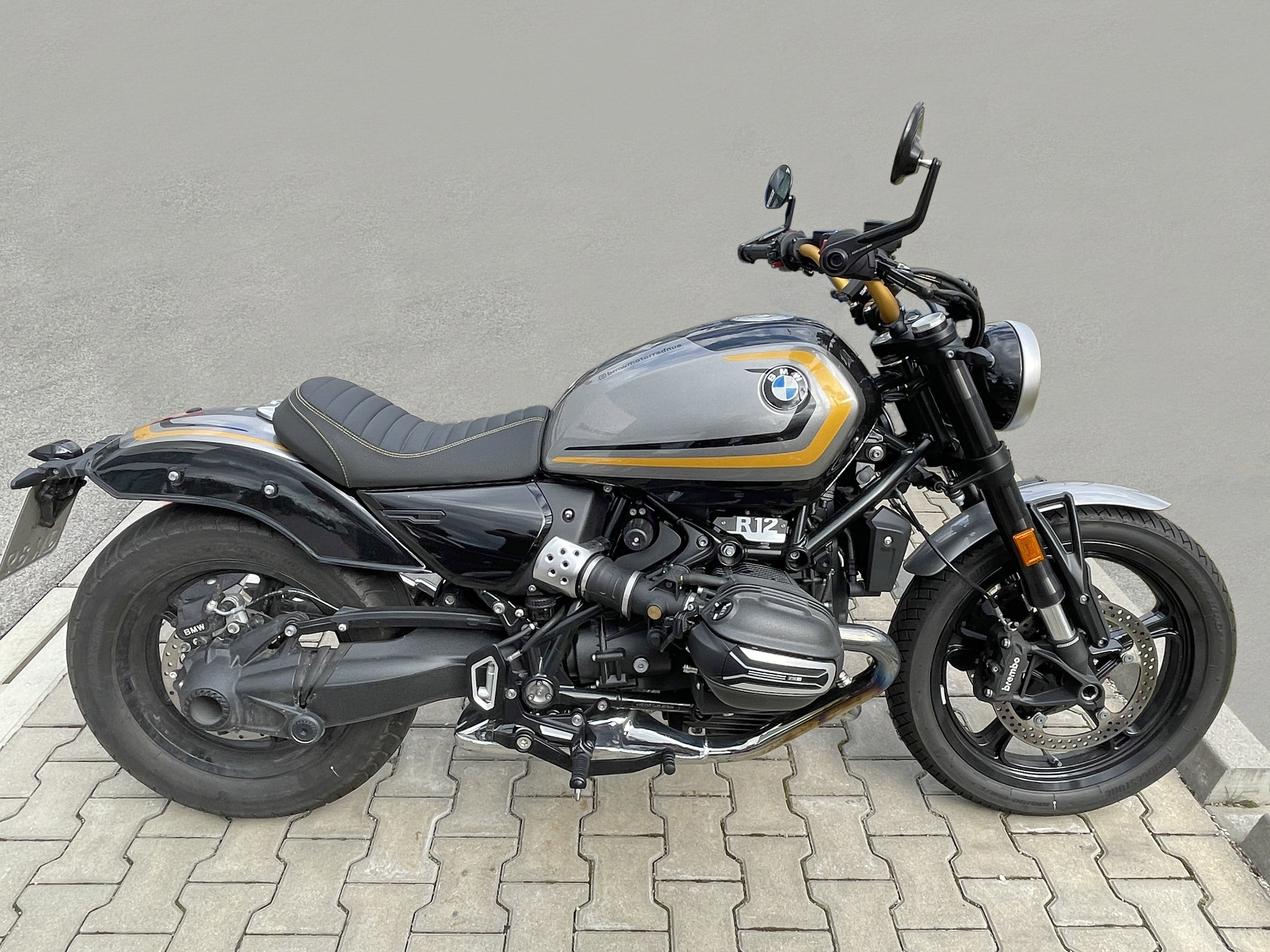
R 12, 2024

Die BMW R 12 (2024) ist ein unverkleidetes Motorrad von BMW Motorrad, das in mehreren Modellvarianten in „Neo-Retro“-Stil angeboten wird. BMW vermarktet diese neben den R 18-Varianten in der Produktlinie „Heritage“. Die Bezeichnung „R 12“, die von BMW bereits für ein Motorradmodell aus den 1930er Jahren verwendet worden war, hatte sich der Hersteller landesabhängig 2021 bis 2022 neu schützen lassen. Vorgestellt wurden die ersten zwei Varianten, die R 12 (Cruiser) und die R12 nineT (Roadster) mit der englischen Aussprache ['naɪnti], Ende November 2023 als Nachfolger der zehn Jahre zuvor vorgestellten R nineT. Ein Jahr später wurde das Sondermodell R 12 S als marketingtechnische Erinnerung an die R 90 S von 1973 vorgestellt. Im Frühjahr 2025 erschien die vierte Variante, die R 12 G/S, in Anlehnung an die „Ur-GS“ von 1980.

## Technik

### Antrieb
Alle vier Varianten haben den baugleichen luft- und ölgekühlten Vierventil-Zweizylinder-Boxermotor mit 1170 cm³ Hubraum, zwei obenliegenden Nockenwellen pro Zylinder und vier radial angeordneten Ventilen sowie einer Ausgleichswelle. Die Bohrung beträgt 101 mm, der Hub 73 mm, das Verdichtungsverhältnis 12,0 : 1. Das digitale Motormanagement vom Typ BMS-O mit E-Gas bietet eine Motor-Schleppmomentregelung. Das Gemisch bildet eine elektronische Saugrohreinspritzung, die Airbox befindet sich unter dem Sitz. Ein geregelter Drei-Wege-Katalysator mit zwei Lambdasonden bereitet das Abgas auf, die Emissionen unterschreiten die Grenzwerte der Abgasnorm Euro 5, ab dem Modelljahr 2025 Euro 5+. Das eingetragene Standgeräusch beträgt 88 dB (A) (Angabe für die jüngste Variante R 12 G/S).
Eine hydraulisch betätigte Einscheiben-Trockenkupplung überträgt das Motordrehmoment an ein klauengeschaltetes Sechsgang-Getriebe in separatem Gehäuse.
Der Motor wurde ja nach Variante unterschiedlich abgestimmt: So ergeben sich unterschiedliche Leistungs- und Drehmomentswerte (s. Datentabelle unten), deren Verlauf über das Drehzahlband variiert etwas. Außer bei der R 12 G/S kann der Motor aller Varianten mit einer elektronischen Drosselung auf 35 kW ab Werk bestellt werden, damit das Motorrad mit dem A2-Führerschein gefahren werden darf.
Die Maschine lässt sich mit einem Funkschlüssel starten (Keyless Ride).
Analog zur R 18 bietet die R 12 die Fahrmodi Roll (Standard) und Rock mit direkterer Reaktion bei Drehen des Gasgriffs; die R 12 nineT und die R 12 S haben die drei Einstellungen Road, Rain und Dynamic; die R 12 G/S die Fahrmodi Rain, Road und Enduro.
Der Stahltank fasst 14 bzw. 15,5 Liter bei der G/S, der Aluminiumtank der nineT 16 Liter. Gemäß World Motorcycle Test Cycle (WMTC) beträgt der Verbrauch aller Varianten 5,1 Liter/100 km.

### Fahrwerk
Alle Varianten der R 12 haben einen Stahl-Gitterrohrrahmen und hinten eine Aluminiumguss-Einarmschwinge mit direkt angelenktem, wegabhängig gedämpftem Zentralfederbein. Das Winkelgetriebe des Kardanantriebs ist über ein Scharnier mit der Schwinge verbunden und einen Lenker am Rahmen abgestützt. BMW nennt diese Konstruktion Paralever. Vorn gibt es eine Upside-Down-Gabel mit 45 mm Innenrohrdurchmesser. Die Einstellbarkeit von Federbasis und Dämpfung ist je nach Variante unterschiedlich, ebenso sind die Federwege entsprechend der Auslegung bzw. Bauart unterschiedlich lang. Weiter unterscheiden sich die Varianten in der Rahmen- und Fahrwerksgeometrie und in der Reifengröße (s. Datentabelle unten).
Für die Räder wird Aluminiumguss verwendet, bei den Varianten R 12 S und R 12 G/S sowie auf Wunsch bei den anderen Varianten gibt es Speichenräder. Die Reifen sind schlauchlos, was etwas Gewicht spart. Die Bremsen werden durch ABS mit Schräglagenberücksichtigung unterstützt (teilintegrales ABS): Dabei betätigt der Handbremshebel gleichzeitig die vordere und die hintere Bremse.

### Sonstiges
Neben anderen Sonderausstattungen und Zubehör wird Kurvenlicht angeboten. Bei der R 12 kann ein Drehzahlmesser (bei nineT Grundausstattung) ergänzt werden. Beide Modelle können auch mit einem digitalen Kombiinstrument (Display mit einer Diagonale von 3,5 Zoll) ausgerüstet werden.

### Technische Daten

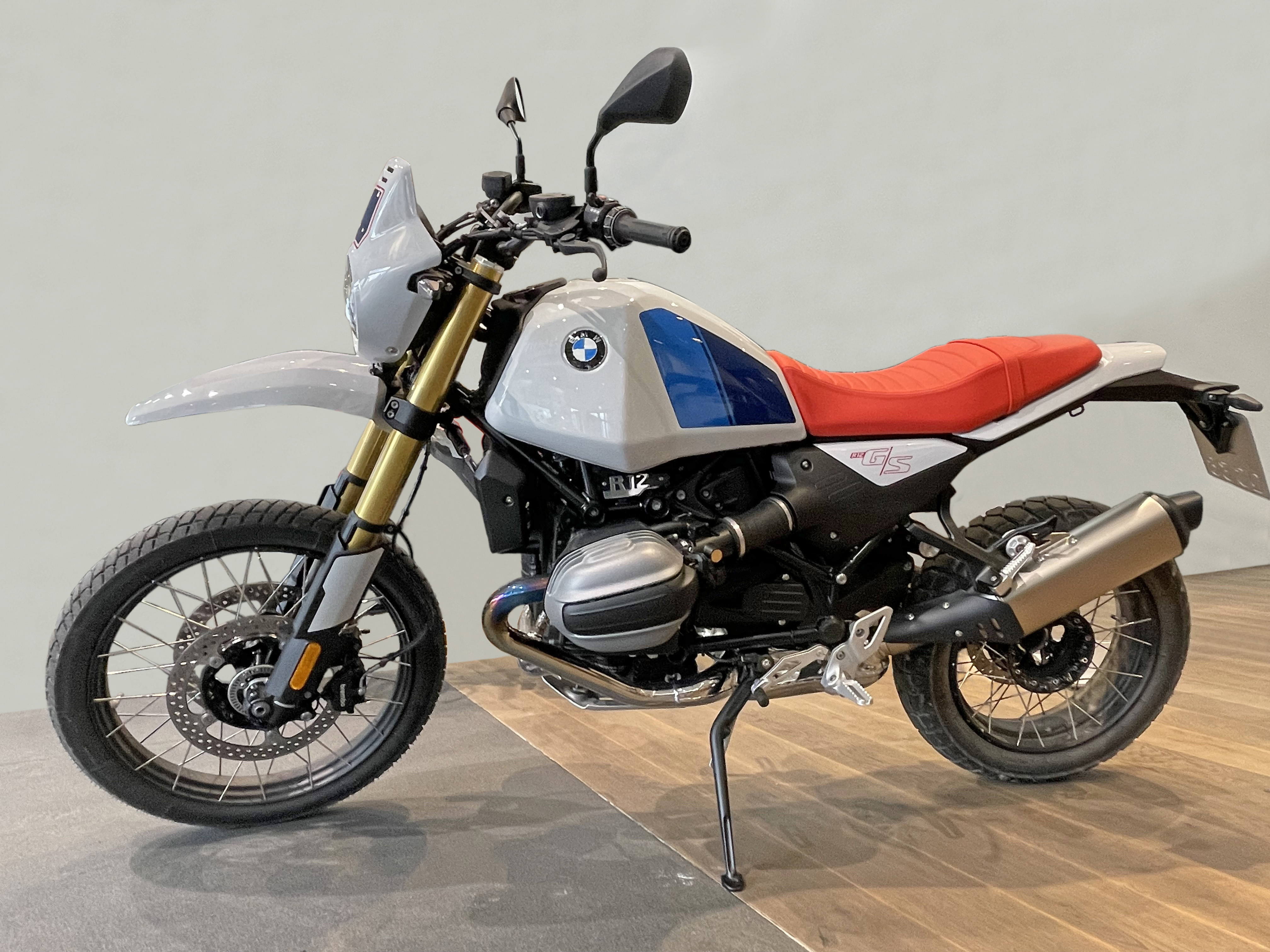
R 12 G/S, 2025

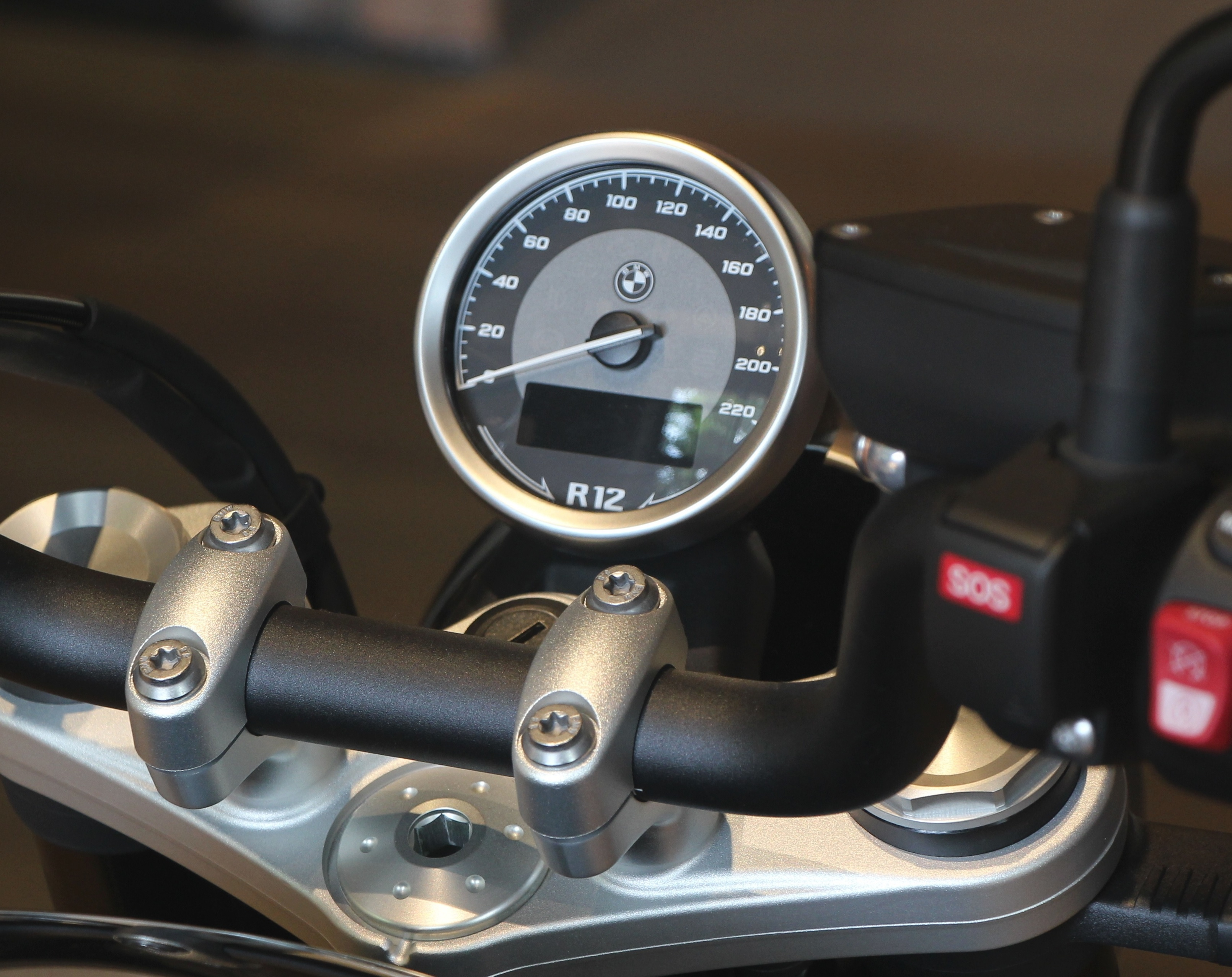
R 12 Grundausstattung, Einfachtacho

| Variante                         | R 12                          | R 12 G/S                                 | R 12 nineT                               | R 12 S                                   |
| -------------------------------- | ----------------------------- | ---------------------------------------- | ---------------------------------------- | ---------------------------------------- |
| Bauzeitraum                      | ab 2023                       | ab 2025                                  | ab 2023                                  | ab 2024                                  |
| Nennleistung (wahlweise A2) 1    | 70 kW / 95 PS (35 kW / 48 PS) | 80 kW / 109 PS                           | 80 kW / 109 PS (35 kW / 48 PS)           | 80 kW / 109 PS (35 kW / 48 PS)           |
| – bei Drehzahl (wahlweise A2) 1  | 6500 min−1 (5250 min−1)       | 7000 min−1                               | 7000 min−1 (5250 min−1)                  | 7000 min−1 (5250 min−1)                  |
| Max. Drehmoment (wahlweise A2) 1 | 110 Nm (98 Nm)                | 115 Nm                                   | 115 Nm (110 Nm)                          | 115 Nm (110 Nm)                          |
| – bei Drehzahl (wahlweise A2) 1  | 6000 min−1 (3000 min−1)       | 6500 min−1                               | 6500 min−1 (6000 min−1)                  | 6500 min−1 (6000 min−1)                  |
| Federweg vorn                    | 90 mm                         | 210 mm                                   | 120 mm                                   | 120 mm                                   |
| Einstellbarkeit vorn             | keine                         | Federbasis, Zug- und Druckstufendämpfung | Federbasis, Zug- und Druckstufendämpfung | Federbasis, Zug- und Druckstufendämpfung |
| Federweg hinten                  | 90 mm                         | 200 mm                                   | 120 mm                                   | 120 mm                                   |
| Einstellbarkeit hinten           | Federbasis, Zugstufendämpfung | Federbasis, Zug- und Druckstufendämpfung | Federbasis, Zugstufendämpfung            | Federbasis, Zugstufendämpfung            |
| Standardräder                    | Aluminium-Gussräder           | Aluminium-Kreuzspeichenräder             | Aluminium-Gussräder                      | Aluminium-Speichenräder                  |
| Felgenmaße vorn                  | 19″ × 2,75″                   | 21″ × 2,15″                              | 17″ × 3,50″                              | 17″ × 3,50″                              |
| Reifengröße vorn                 | 100/90 R19                    | 90/90 R21                                | 120/70 ZR17                              | 120/70 ZR17                              |
| Felgenmaße hinten (wahlweise)    | 16″ × 4,00″                   | 17″ × 4,00″ (18″ × 4,00″) 2              | 17″ × 5,50″                              | 17″ × 5,50″                              |
| Reifengröße hinten (wahlweise)   | 150/80 R16                    | 150/70 R17 (150/70 R18) 2                | 180/55 ZR17                              | 180/55 ZR17                              |
| Radstand                         | 1520 mm                       | 1580 mm                                  | 1511 mm                                  | 1511 mm                                  |
| Lenkkopfwinkel / Nachlauf        | 60,7° / 132,5 mm              | 63,1° / 120,8 mm                         | 62,3° / 110,7 mm                         | 62,3° / 110,7 mm                         |
| Abmessungen (L×B×H) 3            | 2200 × 830 × 1110 mm          | 2250 × 970 × 1256 mm                     | 2130 × 870 × 1070 mm                     | 2130 × 870 × 1070 mm                     |
| Sitzhöhe 4                       | 75,5 cm                       | 86 cm                                    | 79,5 cm                                  | 79,5 cm                                  |
| Schrittbogenlänge 4              | 176 cm                        | 193,5 cm                                 | 176,5 cm                                 | 176,5 cm                                 |
| Leergewicht 5                    | 227 kg                        | 229 kg                                   | 220 kg                                   | 220 kg                                   |
| Tankinhalt                       | 14 l                          | 15,5 l                                   | 16 l                                     | 16 l                                     |
| Verbrauch nach WMTP              | 5,1 l / 100 km                | 5,1 l / 100 km                           | 5,1 l / 100 km                           | 5,1 l / 100 km                           |
| Theoretische Reichweite          | ca. 270 km                    | ca. 300 km                               | ca. 310 km                               | ca. 310 km                               |
| Höchstgeschwindigkeit            | 203 km/h                      | 210 km/h                                 | 215 km/h                                 | 215 km/h                                 |

Quelle: BMW Motorrad (s. Abschnitt Weblinks)